# 錦彩龜
錦彩龜（學名：Trachemys ornata）是彩龜屬下的一種龜，發現於墨西哥西部的格雷羅州、哈利斯科州、錫那羅亞州和納亞里特州。